# Конфлікт у Південному Бутові
Конфлікт у Південному Бутові — конфлікт між урядом Москви та мешканцями приватних будинків в районі Південне Бутово, що почався в кінці травня 2006 року.

## Причини конфлікту
Уряд міста Москви розпорядився вилучити земельні ділянки у жителів села для «державних потреб» під житлове будівництво.

## Хроніка конфлікту

### Ситуація з будинком Прокоф'євих
Прокоф'євим була запропонована натомість однокімнатна квартира за адресою: вулиця Кадирова, будинок 8, площею 37,4 м² і вартістю на той момент 1866627 рублів. Юлія Прокоф'єва та її син Михайло Прокоф'єв не погодилися із запропонованими умовами, зажадавши, за словами заступника мера Москви Сергія Цоя, дві однокімнатні квартири і 3 мільйони рублів компенсації кожному. Прокоф'єви стверджували також, що їм не надали жодних документів про їх право власності на пропоновану їм квартиру і подали до суду для задоволення їх вимог. Розглянувши претензії Прокоф'євих, (за іншими джерелами не Прокоф'євих, а уряду Москви) Зюзінський районний суд міста Москви ухвалив рішення про виселення Прокоф'євих з дому і переселення їх в однокімнатну квартиру, надану урядом Москви. Перша спроба була 8 червня. Зламавши паркан і виламавши двері, пристави перенесли виконання на 19 червня. Вранці 19 червня 2006 року з метою виконання судового рішення співробітники служби судових приставів за допомогою співробітників ЗМОПу підійшли до будинку № 19 по вулиці Богучарській села Південне Бутово. Жителі селища заздалегідь забарикадувалися з метою не допустити співробітників правоохоронних органів на територію будинку Прокоф'євих. На захист будинку також встали члени Громадської палати Анатолій Кучерена, Микола Сванідзе і Олег Зиков. Співробітники ЗМОПу взяли земельну ділянку в облогу. Жителі села і члени Громадської палати вели з ними переговори, які пройшли безрезультатно, і відразу після обіду співробітники, зламавши огорожу навколо ділянки, проникли на його територію, б'ючи жителів, а потім і увійшли в будинок. Юлію Прокоф'єву з серцевим нападом відвезли на швидкій в лікарню. Судовий пристав Ольга Суконкіна пояснила застосування сили тим, що жителі заважали виконанню судового рішення. Після проникнення в будинок найняті робітники винесли всі речі Прокоф'євих, завантажили їх на вантажні машини та відвезли до квартиру в будинку 8 по вулиці Кадирова, при цьому пошкодивши частину майна Прокоф'євих. Кучерена заявив про свій намір зібрати групу професійних юристів, щоб розібратися в ситуації, що склалася. Ближче до вечора 19 червня 2006 року на місце приїхав Олександр Пржездомський — голова комісії Громадської палати з проблем корупції. За його словами, в цій ситуації не обійшлося без корупції в уряді Москви.
Юрій Лужков привселюдно назвав поведінку Прокоф'євих «жлобством». Жителі Бутовського району подали позов до суду, вважаючи це висловлювання образою, проте Тверський суд Москви в кінці 2006 року відмовив мешканцям у позові.
23 березня 2007 року Зюзінський суд Москви визнав виселення сім'ї Прокоф'євих законним і призначив їй за будинок 1 544 000 рублів компенсації без надання іншого житла. 27 березня 2007 Юлія Прокоф'єва була обрана членом ради московської міської організації партії «Справедлива Росія». Стверджувалося, що в будинку Прокоф'євих у Бутові, що стало центром конфлікту, розміститься штаб-квартира відділення «Справедливої Росії».
У 2008 році було оголошено про досягнення мирової угоди між сім'єю Прокоф'євих, які володіють будинком і ділянкою землі в Південному Бутові, і столичною владою. Правда, з рештою протестуючими влада Москви церемонитися не має наміру: правоохоронні органи вже почали перевірку за зверненням забудовників про зрив будівництва. Мати і син отримали по однокімнатній квартирі на вулиці Вєєрній в Західному адміністративному окрузі столиці. Юлія Володимирівна — на правах соціального найму, Михайло — у власність, як колишній власник житла і ділянки землі в Південному Бутові.